# César Prates
César Luís Prates (Aratiba, Brasil, 8 de febrero de 1975) es un ex-futbolista brasileño, se desempeñaba como lateral derecho y jugó en hasta 5 países distintos y 15 clubes.

## Clubes
| Club                 | País     | Año         |
| -------------------- | -------- | ----------- |
| Internacional        | Brasil   | 1994 - 1996 |
| Real Madrid Castilla | España   | 1996 - 1997 |
| Vasco da Gama        | Brasil   | 1997 - 1998 |
| Coritiba             | Brasil   | 1998 - 1999 |
| Botafogo             | Brasil   | 1999        |
| Corinthians          | Brasil   | 1999        |
| Real Madrid Castilla | España   | 1999 - 2000 |
| Sporting             | Portugal | 2000 - 2003 |
| Galatasaray          | Turquía  | 2003 - 2004 |
| Figueirense          | Brasil   | 2004        |
| Botafogo             | Brasil   | 2005        |
| Livorno              | Italia   | 2005 - 2006 |
| Chievo               | Italia   | 2007        |
| Figueirense          | Brasil   | 2007 - 2008 |
| Atlético Mineiro     | Brasil   | 2008        |
| Portuguesa           | Brasil   | 2009        |
| Joinville            | Brasil   | 2010        |
| Náutico              | Brasil   | 2010        |

## Palmarés
Internacional
- Campeonato Gaúcho: 1994

Vasco da Gama
- Campeonato Brasileño de Serie A: 1997

Corinthians
- Campeonato Brasileño de Serie A: 1999

Sporting
- Primera División de Portugal: 1999-00, 2001-02
- Copa de Portugal: 2001-02
- Supercopa de Portugal: 2000, 2002

Figueirense
- Campeonato Catarinense: 2008

- Datos: Q584219